# 명동의 왕과 박
"명동의 왕과 박"은 1970년 공개된 대한민국의 영화이다.

## 배역
- 박노식
- 장동휘
- 김지미
- 김희라